# Johnny Hodges

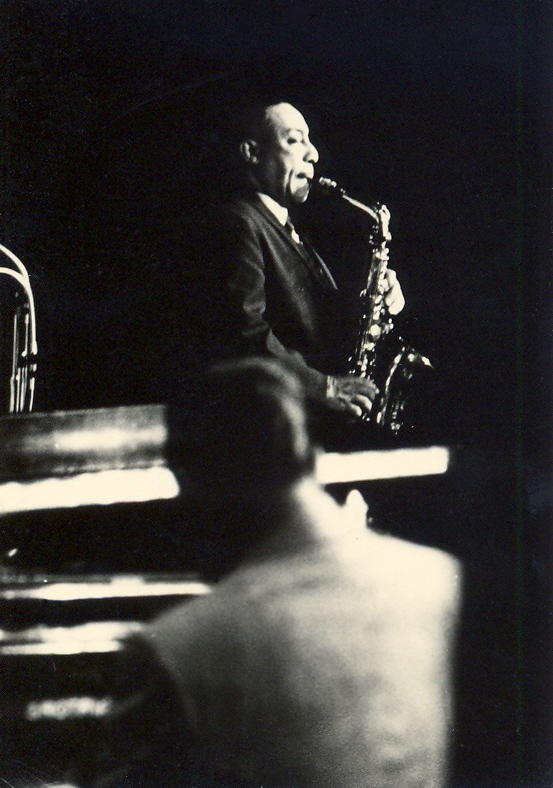
Johnny Hodges

John Cornelius "Johnny" Hodges (Cambridge, Massachusetts, 25 de Julho de 1906 - 11 de Maio de 1970) foi um saxofonista de jazz norte-americano.

## Discografia
- 1946:  Passion Flower (RCA)  com Willie Cook, Roy Eldridge, Quentin Jackson, Russell Procope, Ben Webster, Sam Woodyard
- 1951:  Caravan (Prestige Records)  com Taft Jordan, Harold Baker, Juan Tizol, Duke Ellington, Billy Strayhorn, Oscar Pettiford, Sonny Greer
- 1951: Castle Rock
- 1956: Ellington at Newport
- 1958: Blues-A-Plenty (Verve Music Group)
- 1959: Side by Side (com Duke Ellington)
- 1959: Back to Back (com Duke Ellington)
- 1961: Gerry Mulligan Meets Johnny Hodges (com Gerry Mulligan)
- 1961:  Johnny Hodges com Billy Strayhorn and the Orchestra (Verve)  com Aaron Bell, Jimmy Hamilton, Cat Anderson, Eddie Mullens
- 1964/1965: Johnny Hodges - Wild Bill Davis (Verve) com Les Spann, Kenny Burrell, Grant Green, Lawrence Brown.
- 1965-1966: Johnny Hodges - Wild Bill Davis (RCA - BMG - Jazz Tribune)Laurence Brown, Bob Brown, Dickie Thompson, Bobby Durham, Grace's Little Belmont, Milton Hinton, Osie Johnson.
- 1961:  Johnny Hodges at Sportpalast Berlin Pablo Records)  com Ray Nance, Lawrence Brown, Al Williams
- 1964: Everybody Knows Johnny Hodges (Impulse! Records)
- 1967: Triple Play

Durante anos, foi o solista principal da Orquestra do Duke Ellington, inclusive quando se apresentou em São Paulo.
Seu apelido Rabbit provém dos sons mágicos que consegue: suavidade, sonoridade inigualáveis para um sax alto, a par dos improvisos. Também tocou com a incomparável Ella Fitzgerald, onde em algumas faixas dá um show de "apelo e resposta". 
Foi capa da revista Down Beat como o melhor sax alto do ano - 1966 se não me engano.
Gravou, também, os LPs Blue Pyramid, Johnny Blue Hodges, Hodge Podge.
Fonte: Dicionaire du Jazz, ed. Larousse.